# Citrus longispina
Espèce
Classification phylogénétique
Citrus longispina; Talamisan est (était ?) un agrume des Philippines, province de Bataan et de Bohol. Il aurait été cultivé à Cebu. Principalement connu par un texte bref de son primo et unique descripteur (1915) il aurait été «extrêmement rare» dès cette époque.

## Dénomination
Citrus ×longispina Wester (1915). Classé variété de bigarade (C. aurantium) par Merrill avec le nom de lime ailée, nommé Talamisan, tamisan, canniisan  par R. Cottin (1997) qui en fait une lime Citrus aurantifolia. On le rencontre aussi rangé chez l'ex sous espèce Papeda, sachant que megacarpa est C. macrophylla Wester.
Tanaka le traite comme espèce problématique d'agrume (1954). Le français reprend les noms locaux: en cebuano canniisan, en philippin talamisan, tamisan, tanisan.
Longispina : longue épine 

## Histoire
Peter Johnson Wester (1877-1931) botaniste et horticulteur responsable de la station expérimentale de Lamao, décrit en 1915 dans Citrus Fruits in the Philippines (The Philippine Agricultural Review vol VIII) 26 espèces et variétés d'agrumes philippins dont Citrus longispina. Talamisan (ou tamisan) pour l'essentiel: 

« Arbuste très épineux, d'environ 5 m de haut, avec de nombreux drageons et branches entrelacées, les épines des tiges mesurant fréquemment 10 cm de long; jeune pousse vert vif, presque toujours anguleuse; feuilles de 6,5 à 10 cm sur 3 à 4,8 cm, ovales à largement elliptiques, crénelées [ ] fleurs non vues; fruit arrondi, quelque peu aplati à l'apex, de 5.8 cm de diamètre, lisse, de couleur jaune foncé, pulpe très juteuse, légèrement acide, avec une teinte jaune oranger, aromatique et agréablement parfumée [ ]  graines assez peu nombreuses,[ ]  polyembryonnées et de mauvaises qualités germinatives.
Le talamisan est extrêmement rare et se trouve en culture à Bohol (une plante a été vue à Cebu) et est assez productif. [ ]  consommé par les habitants; néanmoins très rare et sans importance économique[ ] maturité en janvier et février [ ]  le fruit pourrait être utilisé comme fruit dans la limonade, avec un peu de sucre il ferait un bon fruit au petit-déjeuner. La croissance dense de la plante, avec de nombreux drageons, armés également de redoutables épines, en ferait une bonne haie vive. Un des agrumes les plus intéressants qui aient retenu mon attention. 
Dans sa conclusion sur l'utilité il écrit «Le talamisan semble assez résistant à la sécheresse et est utile comme haie vive en raison de ses grandes épines. »

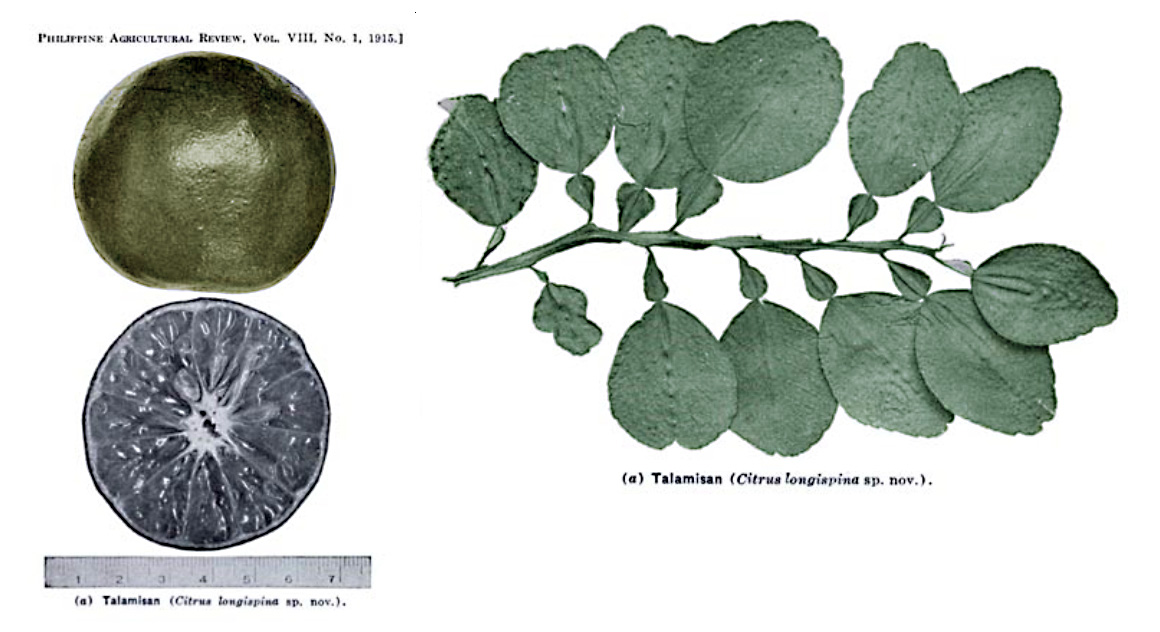
Illustration de C. longispina par Wester (1915). A la différence du spécimen d'herbier de Wester le rameau figuré avec des feuilles ne porte aucune épine

En 1930, un exemplaire entre dans la collection de l'Université de Riverside. Sa description ne correspond pas à celle de Wester : Arbre très compact, petites feuilles[ ] (la feuille photographiée est longue semblable à celle de C. hystrix et totalement différente des exemplaires de Wester qui la décrit grande 10 cm ) «Épines peu nombreuses et courtes. Fruit petit de la taille d'une petite mandarine (ce qui n'en fait pas un fruit de petit déjeuner, celui de Wester à la taille d'une orange), rond, jaune vif, [ ] pulpe jaune, saveur âcre (légèrement acide chez Wester)». Des variantes issues de semis provenant de ce spécimen donnent des descriptions hétérogènes (fruit sans acidité, fruit de 8 cm), longues épines etc.

## Un agrume très mal connu
En l'absence d'une génomique connue les seules informations approximatives le donnent proche de C. hystrix, C. iwaikan (Citrus paradisi ?) et C. kamikan (?), malgré des formules chromosomiques nettement différentes.
Les informations sur son usage alimentaire local sont nulles, de même sur son huile essentielle, son parfum et ses éventuelles utilisations en ethnomédecine ou en citriculture (mention dans des recherches sur les porte greffes). Il serait riche en hespéridine ce qui est commun chez les agrumes. l'IUCN ne le référence pas dans la situation écologique des Citrus.